# آلیس گی-بلاشی
آلیس گی-بلاشی (فرانسوی: Alice Guy-Blaché‎؛ ۱ ژوئیهٔ ۱۸۷۳ – ۲۴ مارس ۱۹۶۸) تهیه‌کننده، هنرپیشه و کارگردان اهل فرانسه بود. وی بین سال‌های ۱۸۹۴ تا ۱۹۲۲ میلادی فعالیت می‌کرد.
او که نخستین کارگردان زن به شمار می‌آید، آثاری خیال‌انگیز پدید آورد و حتی استودیوی فیلم‌سازی خود را بنا نهاد.
او اولین کارگردان زن سینما بوده، و از اولین کارگردانان سینما نیز محسوب می‌شود. برخی منابع ساخت اولین فیلم داستانی سینما را نیز به او نسبت می‌دهند.
وی در آغاز منشیِ «لئون گومون» در «کمپانی فیلم سازی گومون» و بعدها مسئول بازاریابی و فروش در آنجا شد. او با دریافتِ اهمیت و نقش فیلم‌سازی، از اینکه ساخت فیلم تنها برای مقاصد تبلیغاتی یا علمی باشد، دلزده بود و به تکراری‌بودنِ فیلم‌ها اعتراض داشت و از گومون خواست تا به او فرصتی دهد، تا خودش فیلم بسازد.
او عکاس، فیلمبردار، تدوینگر و کارگردان نیز بود.
وی در سال ۱۹۰۸ گومون را ترک کرد و در سال ۱۹۱۰ همراه با همسرش هربرت بلاشی و جرج ای. مَژی (George A. Magie) استودیو سولاکس را تأسیس کردند. او در این استودیو فیلم‌های بسیاری کارگردانی کرد.
متأسفانه فقط تعداد اندکی از فیلم‌های او باقی مانده است.
آلفرد هیچکاک در مورد او می‌گوید:
- من با فیلم‌های ژرژ ملی‌یس به ماه سفر کردم و با فیلم‌های گریفیث و آلیس گی بلاشی هیجان را تجربه کردم.[۵]

## فیلم‌شناسی
- افسانهٔ کلم‌ها و رزها[۳] (۱۸۹۶)
- تولد، زندگی و مرگ مسیح (۱۹۰۶)